# Beixiang, Guangdong
Beixiang är en köping i sydöstra Kina. Den ligger i Lechang i staden Shaoguan i provinsen Guangdong, omkring 230 kilometer norr om provinshuvudstaden Guangzhou. Antalet invånare är 12 118. Befolkningen består av 5 935 kvinnor och 6 183 män. Barn under 15 år utgör 19,0 %, vuxna 15-64 år 69 %, och äldre över 65 år 10,0 %.